# 아카데미 단편 영화상

아카데미 단편 영화상(Academy Award for Best Live Action Short Film)은 아카데미상의 부문 중 하나로, 그 해 미국에서 공개된 영화에서 가장 뛰어난 단편 영화에게 수여된다.
아카데미 단편 영화상은 매년 아카데미 시상식에서 수여되는 상이다. 이 상은 1957년부터 다양한 이름으로 존재해 왔다.
현재 아카데미 규정에 따르면 영화의 컨셉과 창의적인 실천에 가장 직접적으로 관여한 개인에게 상을 수여해야 한다. 두 명 이상의 개인이 창의적 결정에 직접적이고 중요하게 관여한 경우 두 번째 조각상이 수여된다. 아카데미에서는 '모든 영상 크레딧을 포함해 40분 이내'로 짧게 정의한다. 후보가 발표되기 전에 10개의 영화가 최종 후보로 선정된다.

## 같이 보기
- 단편 영화
- 아카데미 단편 애니메이션상